# 6449 Kudara
6449 Kudara eller 1991 CL1 är en asteroid i huvudbältet som upptäcktes den 7 februari 1991 av den japanska astronomen Tsutomu Seki vid Geisei-observatoriet. Den är uppkallad efter den japanske astronomen Kyoyu Kudara.
Asteroiden har en diameter på ungefär 3 kilometer.